# Atmaram Sadashiv Jayakar
Atmaram Sadashiv Jayakar ou Atmaram Sadashiv G. Jayakar (1844-1911) surnommé Muscati est un naturaliste, médecin militaire et chirurgien indien.

## Biographie
Il commence à étudier en Inde où il obtient son Bachelors of Medicine and Surgery, avant de se rendre en Angleterre pour achever ses études de médecine. Plus tard, il retourne en Inde pour travailler dans le Service médical indien en tant que lieutenant-colonel.
Il est alors envoyé par l'Empire colonial britannique à Oman (pays arabique qui fut sous protectorat britannique en 1891) en 1878 pour s'occuper de la santé des habitants de Mascate. Il commence alors à s'intéresser à la vie animale et pendant près de trente ans, il étudie et identifie de nombreuses espèces. Il découvre ainsi une variété de chèvres qui porte désormais son nom, Arabitragus jayakari, mais également vingt-deux nouvelles espèces de poissons, deux variétés de serpents, comme l'Eryx jayakari ainsi que des lézards, il laisse souvent son nom aux nouvelles espèces qu'il identifie.